# Municipio Villa Vaca Guzmán
Das Municipio Villa Vaca Guzmán (auch: Muyupampa) ist ein Verwaltungsbezirk im Departamento Chuquisaca im südamerikanischen Anden-Staat Bolivien.

## Lage im Nahraum
Das Municipio Villa Vaca Guzmán ist eines von drei Municipios der Provinz Luis Calvo und umfasst deren westlichen Bereich. Es grenzt im Osten und Norden an das Departamento Santa Cruz, im Nordwesten an die Provinz Tomina, im Westen an die Provinz Hernando Siles, im Süden an das Departamento Tarija und im Südosten an das Municipio Huacaya.
Das Municipio erstreckt sich etwa zwischen 19° 02' und 21° 00' südlicher Breite und 63° 40' und 64° 00' westlicher Länge, seine Ausdehnung von Westen nach Osten beträgt zwischen 12 und 30 Kilometer, von Norden nach Süden 220 Kilometer.
Das Municipio umfasst 95 Gemeinden (localidades), der zentrale Ort des Municipios ist die Landstadt Muyupampa mit 3215 Einwohnern (Volkszählung 2012) im nördlichen Teil des Municipios.

## Geographie
Das Municipio Villa Vaca Guzmán liegt im feuchten, subandinen Chaco Boliviens am Rand der südöstlichen Ausläufer der bolivianischen Cordillera Central. In den Monaten Mai bis September herrscht in der Region eine ausgeprägte Trockenzeit, während die Monate Dezember bis Februar durch teils heftige Regenfälle gekennzeichnet sind.
Die jährliche Durchschnittstemperatur liegt bei 22 °C (siehe Klimadiagramm Monteagudo), die Monatswerte schwanken zwischen 17 °C im Juni und knapp 25 °C im Dezember. Der Jahresniederschlag beträgt etwa 700 mm, mit monatlichen Werten unter 20 mm von Mai bis September und Höchstwerten von 120 bis 130 mm von Dezember bis Februar.

## Bevölkerung
Die Einwohnerzahl blieb zwischen 1992 und 2012 etwa gleich und ist zwischen 2012 und 2024 um mehr als ein Drittel angestiegen:
| Jahr | Einwohner | Quelle       |
| ---- | --------- | ------------ |
| 1992 | 9.611     | Volkszählung |
| 2001 | 10.748    | Volkszählung |
| 2012 | 9.651     | Volkszählung |
| 2024 | 13.196    | Volkszählung |

Die Bevölkerungsdichte bei der letzten Volkszählung von 2024 betrug 3,4 Einwohner/km², der Alphabetisierungsgrad bei den über 6-Jährigen lag bei 62,3 Prozent (2001). Die Lebenserwartung der Neugeborenen betrug 62,6 Jahre, die Säuglingssterblichkeit war von 8,5 Prozent (1992) auf 7,0 Prozent im Jahr 2001 zurückgegangen.
92,8 Prozent der Bevölkerung sprechen Spanisch, 24,4 Prozent sprechen Guaraní und 11,8 Prozent sprechen Quechua. (2001)
73,6 Prozent der Bevölkerung haben keinen Zugang zu Elektrizität, 65,3 Prozent leben ohne sanitäre Einrichtung (2001).
63,3 Prozent der 2.199 Haushalte besitzen ein Radio, 20,6 Prozent einen Fernseher, 19,0 Prozent ein Fahrrad, 8,0 Prozent ein Motorrad, 9,4 Prozent ein Auto, 11,1 Prozent einen Kühlschrank, und 0,7 Prozent ein Telefon. (2001)

## Politik
Ergebnis der Regionalwahlen (concejales del municipio) vom 4. April 2010:
| Wahl- berechtigte |  | Wahl- beteiligung | gültige Stimmen |  | MAS-IPSP | MSM    | PAIS   | C.S.T. |
| ----------------- |  | ----------------- | --------------- |  | -------- | ------ | ------ | ------ |
| 3.916             |  | 3.348             | 2.566           |  | 1.202    | 853    | 291    | 220    |
|                   |  | 85,5 %            | 76,6 %          |  | 46,8 %   | 33,2 % | 11,3 % | 8,6 %  |

Ergebnis der Regionalwahlen (elecciones de autoridades políticas) vom 7. März 2021:
| Wahl- berechtigte |  | Wahl- beteiligung | gültige Stimmen |  | CST     | MAS-IPSP | UNIDOS  | C-A    | MNR    | BSTH   |
| ----------------- |  | ----------------- | --------------- |  | ------- | -------- | ------- | ------ | ------ | ------ |
| 5.578             |  | 4.618             | 3.413           |  | 1.424   | 1.417    | 380     | 76     | 70     | 46     |
|                   |  | 82,79 %           | 73,91 %         |  | 41,72 % | 41,52 %  | 11,13 % | 2,23 % | 2,05 % | 1,35 % |

## Gliederung
Das Municipio Villa Vaca Guzmán untergliederte sich bei der letzten Volkszählung von 2012 in die folgenden vier Kantone (cantones):
- 01-1001-1 Kanton Villa Vaca Guzmán – 14 Gemeinden – 3.815 Einwohner (2001: 3.328 Einwohner)
- 01-1001-2 Kanton Igüembe – 25 Gemeinden – 2.126 Einwohner (2001: 2.446 Einwohner)
- 01-1001-3 Kanton Sapirangui – 16 Gemeinden – 981 Einwohner (2001: 1.450 Einwohner)
- 01-1001-4 Kanton Ticucha – 40 Gemeinden – 2.729 Einwohner (2001: 3.524 Einwohner)

## Ortschaften im Municipio Villa Vaca Guzmán
- Kanton Villa Vaca Guzmán
  - Muyupampa 3215 Einw.

- Kanton Igüembe
  - Tentayapi 317 Einw. – Igüembe 258 Einw.

- Kanton Sapirangui
  - Sapirangui Miri 221 Einw.

- Kanton Ticucha
  - Ticucha 206 Einw.